# Голям Купен (Калоферска планина)
Големият Купен е остър скалист връх в Калоферската планина, Централна Стара планина, с типичен алпийски профил. Висок е 2169 m.

## Местоположение
Част е от траверса х. „Добрила“ – връх Ботев. На запад посредством тясна седловина, висока 2022 метра, е свързан със съседния връх Малък Купен. В подножието между двата върха на височина 1945,5 метра се намира единственото високопланинско езеро в Стара планина – Локвата. На изток билото се стеснява значително и постепенно преминава през скалистия гребен Кръстците.

## Туризъм

### Маршрути
От хижа „Амбарица“ върхът може да бъде изкачен за около 2 часа и 30 мин. Технически трудните участъци са осигурени с метален парапет. При разваляне на времето се препоръчва аварийно слизане на юг към пътеката за хижа „Васил Левски“.